# Unrelated
Unrelated è un film del 2007 scritto e diretto da Joanna Hogg, al suo esordio alla regia di un lungometraggio cinematografico. Si tratta anche del primo ruolo al cinema di Tom Hiddleston.

## Trama
La londinese Anna arriva in Toscana per trascorrere le vacanze con l'amica Verena e la sua famiglia nella villa che hanno preso in affitto. Il gruppo è composto anche dai due figli adolescenti di Verena, il suo nuovo marito, con a seguito un figlio avuto da un precedente matrimonio, il cugino di lei e il figlio di quest'ultimo, Oakley. Anna, che già non è in buoni rapporti col proprio compagno, rimasto a casa a seguito di una lite, per lasciarsi alle spalle i suoi problemi comincia a frequentare di più il gruppo degli adolescenti (ed in particolar modo l'avvenente Oakley) che quello gli adulti, indugiando nei loro vizi e marachelle, promettendo persino di non dire ai loro genitori riguardo al fumare marijuana e di un incidente causato da droga e alcol in un'auto presa in prestito.
La tensione sessuale tra Anna e Oakley giunge al culmine quando lei lo invita a passare la notte insieme, ma lui la rifiuta.
Successivamente, Anna si allontana dagli adolescenti e alla fine racconta a Verena dell'incidente. Questo scatena una lite furibonda tra Oakley e suo padre, in cui arrivano alle mani. Anna prova a scusarsi con Oakley, ma lui non ha più niente da dirle: anche gli altri adolescenti la respingono, avendo fatto la spia su di loro. Non più benvenuta in nessuna fascia d'età, Anna va a stare in hotel. Verena la va trovare e le due si riconciliano dopo che Anna le rivela che non può più avere figli poiché ormai in menopausa. Tornata alla villa, si riappacifica col resto del gruppo e resta lì per qualche giorno dopo la loro partenza, per poi partire anch'essa.

## Produzione
Hogg, che pur essendosi laureata alla National Film and Television School, veniva da oltre un decennio di lavoro nella TV inglese, ha cominciato a pensare al film dopo la morte di suo padre nel 2003, in un periodo incerto della propria vita, con l'intenzione di «fare tutto ciò che mi era stato detto di non fare in televisione». Ad esempio, le riprese si sono svolte interamente seguendo l'ordine narrativo delle vicende narrate. Il cast ha vissuto durante le riprese nel Castello di San Fabiano (Siena), location principale del film fin dalle camere che usavano per dormire: ciò, secondo Hogg, ha permesso una maggiore naturalezza nelle interpretazioni degli attori. In tutto, il film ha avuto un budget di 150 mila sterline.

## Riconoscimenti
- 2007 - London Film Festival[1]
  - Premio FIPRESCI
- 2009 - Evening Standard British Film Awards
  - Miglior promessa a Joanna Hogg
  - Candidatura per il miglior film
- 2009 - London Critics Circle Film Awards
  - Candidatura per il miglior regista britannico rivelazione a Joanna Hogg